# 미끼상술
미끼상술(bait-and-switch)은 주로 소매에서 사용되는 사기의 한 종류이다. 먼저 상인이 광고로 낮은 가격의 상품을 홍보해 소비자를 유인한 다음, 소비자가 실제 거래시에 그 재화를 구입할 수 없게 만들거나 상인이 가격이 더 높은 유사제품을 파는 것을 강요하는 형태로 나타난다.
미끼상술은 금융의 역사에서 오랫동안 나타난 기술이다.

## 같이 보기
- AIDA
- 클릭베이트
- 피라미드 사기